# Jacob Kallenberg

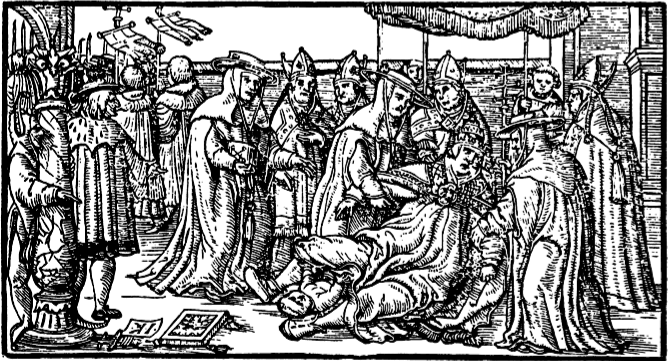
Jacob Kallenberg, 1539: Darstellung der Niederkunft der Päpstin Johanna (Holzschnitt aus einer Ausgabe von Boccacios Insigne opus de claris mulieribus)

Jacob Kallenberg (* um 1500 vermutlich in Bern; † 1565) war ein Maler und Holzschneider.

## Leben
Für den Drucker Matthias Apiarius schuf er neun Holzschnitte für eine Ausgabe von Giovanni Boccaccios: Insigne opus de claris mulieribus, Bern, 1539. Die mit den Initialen 'IK' monogrammierten Holzschnitte werden ihm zugeschrieben. Kallenberg lieferte Apiarius auch die Holzschnitte für den 1540 und 1550 erschienenen Catalogus anorum et principum sive monarchum mundi geminus plerisque in locis obscurioribus illustratus & in caelebrioribus locupletatus atquae a mendis, recognitione diligenti repurgatus. Cum accessione multorum aliorum quae in priori aeditione non continebantur ... von Anselmus Valerius Ryd sowie für das bekannte Volksbuch Schimpf und Ernst von (1546) durch Johannes Pauli. Jacob Kallenberg wurde durch seine Signatur früh mit Jakob Köbel verwechselt, besonders durch sein Hauptwerk, das auch Fahnenbuch benannte und 1579 unter dem Titel erschienene: Wapen, Des heiligen Römischen Reichs Teutscher Nation, als Keyserlicher und Könglicher Mayestat, auch der Churfürsten, Fürsten, Grafen, Fryherrn, Rittern, und der mehrer theil Stätt so zu dem Reich (in Teutschem Land gelegen) gehören und gehört haben. Auch wie, wo, und durch wen, die erwehlung und Krönung eines Römischen Königs und Keysers geschehen sol. Mit einer erklärung zu ende dieses Buchs, wie ein jedes Wapen gemahlt werden sol. Jetztundt widerumb auffs neuw in Truck verfertiget; Frankfurt a. M., Johann Schmidt für Sigmund Feyerabend. Der Historiker Georg Kaspar Nagler setzte ihn noch als unbekannt.